# Ливезиле (Вранча)
Ливезиле (рум. Livezile) насеље је у Румунији у округу Вранча у општини Византеа-Ливези. Oпштина се налази на надморској висини од 347 m.

## Становништво
Према подацима из 2002. године у насељу је живело 721 становника, од којих су сви румунске националности.